# Elecciones al Congreso de los Diputados de abril de 2019 (Sevilla)
Las elecciones al Congreso de los Diputados de 2019 se celebraron en la provincia de Sevilla el domingo 28 de abril, como parte de las elecciones generales convocadas por Real Decreto dispuesto el 4 de marzo de 2019 y publicado en el Boletín Oficial del Estado el día siguiente. Se eligieron los 12 diputados del Congreso correspondientes a la circunscripción electoral de Sevilla, mediante un sistema proporcional (método d'Hondt) con listas cerradas y un umbral electoral del 3%.

## Resultados
Los comicios depararon 5 escaños al Partido Socialista Obrero Español, 2 a Ciudadanos, 2 a Unidas Podemos y 1 al Partido Popular y a Vox.
| Candidatura                                            | Candidatura                                            | Votos     | %                                       | Escaños                                 |
| ------------------------------------------------------ | ------------------------------------------------------ | --------- | --------------------------------------- | --------------------------------------- |
|                                                        | Partido Socialista Obrero Español (PSOE)               | 415 732   | 37,13                                   | 5                                       |
|                                                        | Ciudadanos-Partido de la Ciudadanía (Cs)               | 183 710   | 16,68                                   | 2                                       |
|                                                        | Unidas Podemos (Podemos-IU-LV-CA-Equo)                 | 178 737   | 15,96                                   | 2                                       |
|                                                        | Partido Popular (PP)                                   | 162 522   | 14,52                                   | 1                                       |
|                                                        | Vox (Vox)                                              | 136 654   | 12,21                                   | 1                                       |
|                                                        |                                                        |           |                                         |                                         |
| Partido Animalista Contra el Maltrato Animal (PACMA)   | Partido Animalista Contra el Maltrato Animal (PACMA)   | 15 007    | 1,34                                    | 0                                       |
| Actúa (Partido Actúa)                                  | Actúa (Partido Actúa)                                  | 3560      | 0,32                                    | 0                                       |
| Andalucía por Sí (AxSi)                                | Andalucía por Sí (AxSi)                                | 2555      | 0,08                                    | 0                                       |
| Recortes Cero-Grupo Verde (R0-GV)                      | Recortes Cero-Grupo Verde (R0-GV)                      | 1882      | 0,06                                    | 0                                       |
| Por un Mundo más Justo (PUM+J)                         | Por un Mundo más Justo (PUM+J)                         | 1515      | 0,14                                    | 0                                       |
| Partido Comunista Obrero Español (PCOE)                | Partido Comunista Obrero Español (PCOE)                | 1311      | 0,12                                    | 0                                       |
| Partido Comunista de los Trabajadores de España (PCTE) | Partido Comunista de los Trabajadores de España (PCTE) | 829       | 0,07                                    | 0                                       |
| Partido Comunista del Pueblo Andaluz (PCPA)            | Partido Comunista del Pueblo Andaluz (PCPA)            | 796       | 0,07                                    | 0                                       |
| Votos válidos                                          | Votos válidos                                          | 1 135 648 | 100,00                                  | 12                                      |
| Votos nulos                                            | Votos nulos                                            | 1649      | Participación: · \| \| 75,29 % \| 5,72% | Participación: · \| \| 75,29 % \| 5,72% |
| Votantes                                               | Votantes                                               | 1 535 796 | Participación: · \| \| 75,29 % \| 5,72% | Participación: · \| \| 75,29 % \| 5,72% |
| Electores                                              | Electores                                              | 1 508 383 | Participación: · \| \| 75,29 % \| 5,72% | Participación: · \| \| 75,29 % \| 5,72% |
|                                                        | 75,29 %                                                |           |                                         |                                         |

## Diputados electos
Relación de diputados electos:
| N.º | Nombre                               | Lista | Lista          |
| --- | ------------------------------------ | ----- | -------------- |
| 1   | María Jesús Montero Cuadrado         |       | PSOE           |
| 2   | Alfonso Rodríguez Gómez de Celis     |       | PSOE           |
| 3   | Pablo Emérito Cambronero Piqueras    |       | Cs             |
| 4   | María Salud Márquez Guerrero         |       | Unidas Podemos |
| 5   | María Teresa Jiménez Becerril Barrio |       | PP             |
| 6   | Beatriz Micaela Carillo de los Reyes |       | PSOE           |
| 7   | María de los Reyes Romero Vilches    |       | Vox            |
| 8   | Francisco José Salazar Rodríguez     |       | PSOE           |
| 9   | María Virginia Millán Salmerón       |       | Cs             |
| 10  | Isabel Franco Carmona                |       | Unidas Podemos |
| 11  | Eva Patricia Bueno Campanario        |       | PSOE           |
| 12  | María Soledad Cruz-Guzmán García     |       | PP             |